# Léon-Étienne Duval

Kardinalswappen von Léon-Étienne Duval

Léon-Étienne Kardinal Duval (* 9. November 1903 in Chênex, Département Haute-Savoie, Frankreich; † 30. Mai 1996 in Algier, Algerien) war ein französischer Geistlicher und Erzbischof von Algier.

## Leben
Léon-Étienne Duval studierte in Annecy und Rom die Fächer Katholische Theologie und Philosophie. Er empfing am 18. Dezember 1926 das Sakrament der Priesterweihe und wurde Gemeindepriester des Bistums Annecy. Von 1930 bis 1942 war er Professor am Priesterseminar der Diözese in Annecy. Von 1942 bis 1946 leitete er als Generalvikar die Verwaltung des Erzbistums Algier.
Am 8. November 1946 ernannte ihn Papst Pius XII. zum Bischof von Constantine. Die Bischofsweihe spendete ihm der Bischof von Annecy, Auguste Cesbron, am 11. Februar des folgenden Jahres. Mitkonsekratoren waren der Bischof von Chartres, Raoul-Octove-Marie-Jean Harscouët, und der Bischof von Bayonne, Léon-Albert Terrier.
Papst Pius XII. ernannte ihn am 3. Februar 1954 zum Erzbischof von Algier. Léon-Etienne Duval nahm in den Jahren 1962 bis 1965 am Zweiten Vatikanischen Konzil teil. 1963 war er Gründungspräsident der Regionalen Bischofskonferenz von Nordafrika (CERNA) mit Sitz in Rabat, Marokko, der er bis 1983 vorstand.
Am 22. Februar 1965 nahm ihn Papst Paul VI. als Kardinalpriester mit der Titelkirche Santa Balbina in das Kardinalskollegium auf. Die Leitung des Erzbistums Algier legte Léon-Etienne Duval am 19. April 1988 aus Altersgründen nieder. Er starb am 30. Mai 1996 in Algier und wurde in der dortigen Kathedrale bestattet.
Der frühere Erzbischof von Rouen und Präsident der Französischen Bischofskonferenz, Joseph Duval, war sein Neffe.